# Breel Embolo
Breel-Donald Embolo, né le 14 février 1997 à Yaoundé (Cameroun), est un footballeur international suisse qui évolue au poste d'attaquant à l'AS Monaco.

## Biographie

### Débuts et formation (2006-2014)
Il commence sa carrière avec les jeunes du Nordstern Bâle puis du BSC Old Boys. Il joue ensuite avec le FC Bâle, club avec lequel il signe son premier contrat professionnel à l'été 2013. La même année, il est élu meilleur jeune du club et fait ses débuts en championnat en inscrivant un but.

### FC Bâle (2014-2016)
Il joue son premier match en Ligue des champions le 16 septembre 2014 face au Real Madrid (défaite 5-1).
Le 4 novembre 2014, à 17 ans et 263 jours, ouvre le score et inscrit son premier but en Ligue des champions, contre Ludogorets, peu après la demi-heure de jeu grâce à un contrôle de la poitrine suivi d'un dribble sur le défenseur. Il devient le sixième plus jeune buteur de l'histoire de la compétition.

### Schalke 04 (2016-2019)
Le 26 juin 2016, le lendemain de l’élimination la Suisse à l'Euro, il rejoint Schalke 04 pour un transfert avoisinant les 25 millions d'euros.

### Borussia Mönchengladbach (2019-2022)
Après une saison décevante avec Schalke 04, 14e de Bundesliga, il s’engage le 28 juin 2019 pour 4 ans avec le Borussia Mönchengladbach.

### AS Monaco (depuis 2022)
Le 15 juillet 2022, il signe pour quatre saisons avec l'AS Monaco. Le 13 août, il marque son premier but de la saison, contre le Stade Rennais en taclant le ballon des pieds du gardien. Il permet ainsi à son équipe menée d'obtenir le point du match nul. Le 9 octobre, il ouvre le score à Montpellier, participant ainsi à la victoire monégasque. Le 16 octobre 2022, il marque son cinquième but en Ligue 1 sur un pénalty qu'il a lui-même obtenu contre le Clermont Foot 63. Lors de la 13e journée, contre le SCO d'Angers, il marque son 6e but de la saison en championnat. Le 19 janvier 2023, il entre en jeu à la 61e minute contre l'AC Ajaccio au cours de la 19e journée de Ligue 1,et marque un doublé, ses 9e et 10e buts de la saison et les deux derniers du match remporté 7-1. Le 1er février, de nouveau en sortie du banc en deuxième mi-temps, il marque d'une frappe puissante sous la barre lors de la victoire 3-2 contre l'AJ Auxerre. Le 6 février, il marque un but de la tête sur le terrain du Clermont Foot 63. Le 16 février, à Leverkusen pour les 32es de finale de Ligue Europa, il met la pression dès la 8e minute sur le gardien adverse qui marque contre son camp.
En août 2023, il subit lors d'un entraînement de pré-saison, une rupture des ligaments croisés d'un genou l'éloignant des terrains plusieurs mois.
Le 28 septembre 2024, il délivre deux passes décisives au cours du match du centenaire contre Montpellier, participant à la victoire de son équipe 2-1. En octobre, il marque deux buts, l'un en Ligue des Champions contre Belgrade et l'autre en Ligue 1 contre le rival niçois. Le 5 novembre, il dévie le ballon de la tête sur le corner amenant le but de la victoire contre Bologne. Le 18 décembre, il marque contre le Paris Saint-Germain lors de la défaite de son équipe sur le score de 2-4. Le 22 décembre, lors du 32e de finale de la Coupe de France de football 2024-2025, il manque un pénalty contre l'équipe de 6e division Union Saint-Jean. Le 1er février 2025, il délivre deux passes décisives contre l'AJ Auxerre lors de la 20e journée de Ligue 1.

### Équipe de Suisse
Après avoir réussi les examens d'admission en vue d'obtenir la nationalité suisse, il reçoit son passeport suisse le 12 décembre 2014 et choisit de jouer pour la sélection Suisse. Le 31 mars 2015, il obtient sa première sélection face aux États-Unis.
Il marque son premier but sous les couleurs helvétiques en transformant un penalty contre Saint-Marin lors des qualifications pour l'Euro 2016 (7-0). Il est retenu pour disputer l'Euro 2016. Son parcours avec la Nati s'arrête en huitièmes de finale.
En juin 2018, il est sélectionné par Vladimir Petković pour participer à la Coupe du monde 2018. Plus jeune joueur de l'effectif, il y joue les quatre matchs de la Suisse. Titulaire lors du match de groupe face au Costa Rica, il délivre une passe décisive pour Blerim Džemaili qui ouvre le score.
Il ouvre le score de la tête sur un corner lors du premier match de l'Euro 2020 contre le Pays de Galles.
Le 9 novembre 2022, il est sélectionné par Murat Yakın pour participer à la Coupe du monde 2022 et inscrit son premier but dans cette compétition face au Cameroun, score final 1-0. Il trouve une seconde fois le chemin des filets lors du dernier match de poules face à la Serbie (victoire 3-2).
En juin 2024, il figure dans la liste de 26 joueurs appelés par Murat Yakın pour l'Euro 2024. Remplaçant lors du premier match de poules face à la Hongrie, il entre en jeu à la 74e minute et inscrit dans le temps additionnel le troisième but suisse d'un lob somptueux. Ce but scelle la victoire suisse sur le score de 3-1. Le 6 juillet, il ouvre le score à la 75e minute lors du quart de finale face à l'Angleterre, ce qui n'empêche pas l'élimination de son équipe aux tirs au but.

## Statistiques
| Saison                | Club                  | Championnat           | Championnat | Championnat | Championnat | Coupe(s) nationale(s) | Coupe(s) nationale(s) | Coupe(s) nationale(s) | Supercoupe | Supercoupe | Supercoupe | Compétition(s) continentale(s) | Compétition(s) continentale(s) | Compétition(s) continentale(s) | Compétition(s) continentale(s) | Suisse | Suisse | Suisse | Total | Total | Total |
| Saison                | Club                  | Division              | M.          | B.          | P.d.        | M.                    | B.                    | P.d.                  | M.         | B.         | P.d.       | Comp.                          | M.                             | B.                             | P.d.                           | M.     | B.     | P.d.   | M.    | B.    | P.d.  |
| 2013-2014             | FC Bâle               | Super League          | 7           | 1           | 0           | -                     | -                     | -                     | -          | -          | -          | C3                             | 4                              | 0                              | 0                              | -      | -      | -      | 11    | 1     | 0     |
| 2014-2015             | FC Bâle               | Super League          | 26          | 10          | 7           | 5                     | 6                     | 5                     | -          | -          | -          | C1                             | 8                              | 1                              | 1                              | 3      | 0      | 1      | 42    | 17    | 14    |
| 2015-2016             | FC Bâle               | Super League          | 27          | 10          | 7           | 1                     | 0                     | 0                     | -          | -          | -          | C1+C3                          | 4+8                            | 1+2                            | 0+2                            | 11     | 1      | 3      | 51    | 14    | 12    |
| Sous-total            | Sous-total            | Sous-total            | 60          | 21          | 14          | 6                     | 6                     | 5                     | -          | -          | -          | -                              | 24                             | 4                              | 3                              | 14     | 1      | 4      | 104   | 32    | 26    |
| 2016-2017             | Schalke 04            | Bundesliga            | 7           | 2           | 1           | 1                     | 1                     | 0                     | -          | -          | -          | C3                             | 2                              | 0                              | 1                              | 3      | 1      | 0      | 13    | 4     | 2     |
| 2017-2018             | Schalke 04            | Bundesliga            | 21          | 3           | 3           | 2                     | 0                     | 0                     | -          | -          | -          | -                              | -                              | -                              | -                              | 12     | 1      | 2      | 35    | 4     | 5     |
| 2018-2019             | Schalke 04            | Bundesliga            | 20          | 5           | 4           | 3                     | 0                     | 0                     | -          | -          | -          | C1                             | 5                              | 1                              | 0                              | 3      | 1      | 1      | 31    | 7     | 5     |
| Sous-total            | Sous-total            | Sous-total            | 48          | 10          | 8           | 6                     | 1                     | 0                     | -          | -          | -          | -                              | 7                              | 1                              | 1                              | 18     | 3      | 3      | 79    | 15    | 12    |
| 2019-2020             | Borussia M'gladbach   | Bundesliga            | 28          | 8           | 7           | 1                     | 0                     | 0                     | -          | -          | -          | C3                             | 5                              | 0                              | 0                              | 4      | 0      | 1      | 38    | 8     | 8     |
| 2020-2021             | Borussia M'gladbach   | Bundesliga            | 31          | 5           | 3           | 3                     | 0                     | 0                     | -          | -          | -          | C1                             | 7                              | 1                              | 0                              | 12     | 2      | 4      | 53    | 8     | 7     |
| 2021-2022             | Borussia M'gladbach   | Bundesliga            | 29          | 9           | 2           | 2                     | 2                     | 2                     | -          | -          | -          | -                              | -                              | -                              | -                              | 8      | 3      | 2      | 39    | 14    | 6     |
| Sous-total            | Sous-total            | Sous-total            | 88          | 22          | 12          | 6                     | 2                     | 2                     | -          | -          | -          | -                              | 12                             | 1                              | 0                              | 24     | 5      | 7      | 130   | 30    | 21    |
| 2022-2023             | AS Monaco FC          | Ligue 1               | 32          | 12          | 4           | 0                     | 0                     | 0                     | -          | -          | -          | C1+C3                          | 2+8                            | 0+2                            | 1+3                            | 7      | 4      | 0      | 49    | 18    | 8     |
| 2023-2024             | AS Monaco FC          | Ligue 1               | 5           | 1           | 0           | 0                     | 0                     | 0                     | -          | -          | -          | -                              | -                              | -                              | -                              | 5      | 2      | 0      | 10    | 3     | 0     |
| 2024-2025             | AS Monaco FC          | Ligue 1               | 29          | 6           | 4           | 2                     | 0                     | 1                     | 1          | 0          | 0          | C1                             | 10                             | 1                              | 3                              | 9      | 3      | 2      | 51    | 10    | 10    |
| Sous-total            | Sous-total            | Sous-total            | 66          | 19          | 8           | 2                     | 0                     | 1                     | 1          | 0          | 0          | -                              | 20                             | 3                              | 7                              | 21     | 9      | 2      | 110   | 31    | 18    |
| Total sur la carrière | Total sur la carrière | Total sur la carrière | 262         | 72          | 43          | 20                    | 8                     | 8                     | 1          | 0          | 0          | -                              | 63                             | 9                              | 11                             | 77     | 18     | 16     | 423   | 107   | 78    |

### Liste des matches internationaux
| Matches internationaux de Breel Embolo | Matches internationaux de Breel Embolo | Matches internationaux de Breel Embolo               | Matches internationaux de Breel Embolo | Matches internationaux de Breel Embolo | Matches internationaux de Breel Embolo | Matches internationaux de Breel Embolo                              |
|                                        | Date                                   | Lieu                                                 | Adversaire                             | Résultat                               | Compétition                            | Notes                                                               |
| -------------------------------------- | -------------------------------------- | ---------------------------------------------------- | -------------------------------------- | -------------------------------------- | -------------------------------------- | ------------------------------------------------------------------- |
| 1.                                     | 31 mars 2015                           | Stade du Letzigrund, Zurich, Suisse                  | États-Unis                             | 1 - 1                                  | Match amical                           | Entré en jeu à la place de Josip Drmić à la 56e minute de jeu.      |
| 2.                                     | 10 juin 2015                           | Stockhorn Arena, Thoune, Suisse                      | Liechtenstein                          | 3 - 0                                  | Match amical                           | Entré en jeu à la place de Xherdan Shaqiri à la 63e minute de jeu.  |
| 3.                                     | 14 juin 2015                           | Stade LFF, Vilnius, Lituanie                         | Lituanie                               | 1 - 2                                  | Éliminatoires Euro 2016                | Entré en jeu à la place de Josip Drmić à la 81e minute de jeu.      |
| 4.                                     | 5 septembre 2015                       | Parc Saint-Jacques, Bâle, Suisse                     | Slovénie                               | 3 - 2                                  | Éliminatoires Euro 2016                | Entré en jeu à la place de Admir Mehmedi à la 56e minute de jeu.    |
| 5.                                     | 8 septembre 2015                       | Stade de Wembley, Londres, Angleterre                | Angleterre                             | 2 - 0                                  | Éliminatoires Euro 2016                | Entré en jeu à la place de Josip Drmić à la 63e minute de jeu.      |
| 6.                                     | 9 octobre 2015                         | Kybunpark, Saint-Gall, Suisse                        | Saint-Marin                            | 7 - 0                                  | Éliminatoires Euro 2016                | Titulaire.                                                          |
| 7.                                     | 12 octobre 2015                        | A. Le Coq Arena, Tallinn, Estonie                    | Estonie                                | 0 - 1                                  | Éliminatoires Euro 2016                | Entré en jeu à la place de Xherdan Shaqiri à la 46e minute de jeu.  |
| 8.                                     | 25 mars 2016                           | Aviva Stadium, Dublin, Irlande                       | République d'Irlande                   | 1 - 0                                  | Match amical                           | Titulaire.                                                          |
| 9.                                     | 29 mars 2016                           | Stade du Letzigrund, Zurich, Suisse                  | Bosnie-Herzégovine                     | 0 - 2                                  | Match amical                           | Entré en jeu à la place de Gelson Fernandes à la 46e minute de jeu. |
| 10.                                    | 3 juin 2016                            | Stadio comunale Cornaredo, Lugano, Suisse            | Moldavie                               | 2 - 1                                  | Match amical                           | Titulaire et remplacé par Shani Tarashaj à la 63e minute de jeu.    |
| 11.                                    | 11 juin 2016                           | Stade Bollaert-Delelis, Lens, France                 | Albanie                                | 0 - 1                                  | Euro 2016                              | Entré en jeu à la place de Admir Mehmedi à la 62e minute de jeu.    |
| 12.                                    | 15 juin 2016                           | Parc des Princes, Paris, France                      | Roumanie                               | 1 - 1                                  | Euro 2016                              | Entré en jeu à la place de Haris Seferović à la 63e minute de jeu.  |
| 13.                                    | 19 juin 2016                           | Stade Pierre-Mauroy, Villeneuve-d'Ascq, France       | France                                 | 0 - 0                                  | Euro 2016                              | Titulaire et remplacé par Haris Seferović à la 74e minute de jeu.   |
| 14.                                    | 25 juin 2016                           | Stade Geoffroy-Guichard, Saint-Étienne, France       | Pologne                                | 1 - 1 (4 tab à 5)                      | Euro 2016                              | Entré en jeu à la place de Blerim Džemaili à la 58e minute de jeu.  |
| 15.                                    | 6 septembre 2016                       | Parc Saint-Jacques, Bâle, Suisse                     | Portugal                               | 2 - 0                                  | Éliminatoires Coupe du monde 2018      | Titulaire.                                                          |
| 16.                                    | 7 octobre 2016                         | Groupama Aréna, Budapest, Hongrie                    | Hongrie                                | 2 - 3                                  | Éliminatoires Coupe du monde 2018      | Titulaire.                                                          |
| 17.                                    | 10 octobre 2016                        | Estadi Nacional, Andorre-la-Vieille, Andorre         | Andorre                                | 1 - 2                                  | Éliminatoires Coupe du monde 2018      | Titulaire.                                                          |
| 18.                                    | 7 octobre 2017                         | Parc Saint-Jacques, Bâle, Suisse                     | Hongrie                                | 5 - 2                                  | Éliminatoires Coupe du monde 2018      | Entré en jeu à la place de Haris Seferović à la 63e minute de jeu.  |
| 19.                                    | 10 octobre 2017                        | Estádio da Luz, Lisbonne, Portugal                   | Portugal                               | 2 - 0                                  | Éliminatoires Coupe du monde 2018      | Entré en jeu à la place de Admir Mehmedi à la 66e minute de jeu.    |
| 20.                                    | 9 novembre 2017                        | Windsor Park, Belfast, Irlande du Nord               | Irlande du Nord                        | 0 - 1                                  | Éliminatoires Coupe du monde 2018      | Entré en jeu à la place de Haris Seferović à la 77e minute de jeu.  |
| 21.                                    | 12 novembre 2017                       | Parc Saint-Jacques, Bâle, Suisse                     | Irlande du Nord                        | 0 - 0                                  | Éliminatoires Coupe du monde 2018      | Entré en jeu à la place de Haris Seferović à la 86e minute de jeu.  |
| 22.                                    | 23 mars 2018                           | Stade olympique d'Athènes, Athènes, Grèce            | Grèce                                  | 0 - 1                                  | Match amical                           | Titulaire et remplacé par Dimitri Oberlin à la 73e minute de jeu.   |
| 23.                                    | 27 mars 2018                           | Stade de l'Allmend, Lucerne, Suisse                  | Panama                                 | 6 - 0                                  | Match amical                           | Titulaire et remplacé par Remo Freuler à la 46e minute de jeu.      |
| 24.                                    | 3 juin 2018                            | Stade de la Cerámica, Vila-real, Espagne             | Espagne                                | 1 - 1                                  | Match amical                           | Entré en jeu à la place de Blerim Džemaili à la 46e minute de jeu.  |
| 25.                                    | 8 juin 2018                            | Stadio comunale Cornaredo, Lugano, Suisse            | Japon                                  | 2 - 0                                  | Match amical                           | Titulaire et remplacé par Steven Zuber à la 64e minute de jeu.      |
| 26.                                    | 17 juin 2018                           | Rostov Arena, Rostov-sur-le-Don, Russie              | Brésil                                 | 1 - 1                                  | Coupe du monde 2018                    | Entré en jeu à la place de Haris Seferović à la 80e minute de jeu.  |
| 27.                                    | 22 juin 2018                           | Arena Baltika, Kaliningrad, Russie                   | Serbie                                 | 1 - 2                                  | Coupe du monde 2018                    | Entré en jeu à la place de Blerim Džemaili à la 73e minute de jeu.  |
| 28.                                    | 27 juin 2018                           | Stade de Nijni Novgorod, Nijni Novgorod, Russie      | Costa Rica                             | 2 - 2                                  | Coupe du monde 2018                    | Titulaire.                                                          |
| 29.                                    | 3 juillet 2018                         | Stade Krestovski, Saint-Pétersbourg, Russie          | Suède                                  | 1 - 0                                  | Coupe du monde 2018                    | Entré en jeu à la place de Steven Zuber à la 73e minute de jeu.     |
| 30.                                    | 8 septembre 2018                       | Kybunpark, Saint-Gall, Suisse                        | Islande                                | 6 - 0                                  | Ligue des nations 2018-2019            | Titulaire et remplacé par Albian Ajeti à la 65e minute de jeu.      |
| 31.                                    | 23 mars 2019                           | Stade Boris-Paichadze, Tbilissi, Géorgie             | Géorgie                                | 0 - 2                                  | Éliminatoires Euro 2020                | Titulaire et remplacé par Renato Steffen à la 84e minute de jeu.    |
| 32.                                    | 26 mars 2019                           | Parc Saint-Jacques, Bâle, Suisse                     | Danemark                               | 3 - 3                                  | Éliminatoires Euro 2020                | Titulaire.                                                          |
| 33.                                    | 5 septembre 2019                       | Aviva Stadium, Dublin, Irlande                       | République d'Irlande                   | 1 - 1                                  | Éliminatoires Euro 2020                | Titulaire et remplacé par Albian Ajeti à la 86e minute de jeu.      |
| 34.                                    | 8 septembre 2019                       | Stade de Tourbillon, Sion, Suisse                    | Gibraltar                              | 4 - 0                                  | Éliminatoires Euro 2020                | Titulaire et remplacé par Mario Gavranović à la 55e minute de jeu.  |
| 35.                                    | 12 octobre 2019                        | Parken Stadium, Copenhague, Danemark                 | Danemark                               | 1 - 0                                  | Éliminatoires Euro 2020                | Titulaire.                                                          |
| 36.                                    | 15 octobre 2019                        | Stade de Genève, Genève, Suisse                      | République d'Irlande                   | 2 - 0                                  | Éliminatoires Euro 2020                | Titulaire et remplacé par Renato Steffen à la 88e minute de jeu.    |
| 37.                                    | 3 septembre 2020                       | Arena Lviv, Lviv, Ukraine                            | Ukraine                                | 2 - 1                                  | Ligue des nations 2020-2021            | Titulaire.                                                          |
| 38.                                    | 6 septembre 2020                       | Parc Saint-Jacques, Bâle, Suisse                     | Allemagne                              | 1 - 1                                  | Ligue des nations 2020-2021            | Titulaire et remplacé par Ruben Vargas à la 72e minute de jeu.      |
| 39.                                    | 11 novembre 2020                       | Stade Den Dreef, Louvain, Belgique                   | Belgique                               | 2 - 1                                  | Match amical                           | Titulaire et remplacé par Silvan Widmer à la 46e minute de jeu.     |
| 40.                                    | 14 novembre 2020                       | Parc Saint-Jacques, Bâle, Suisse                     | Espagne                                | 1 - 1                                  | Ligue des nations 2020-2021            | Titulaire et remplacé par Admir Mehmedi à la 91e minute de jeu.     |
| 41.                                    | 25 mars 2021                           | Stade national Vassil-Levski, Sofia, Bulgarie        | Bulgarie                               | 1 - 3                                  | Éliminatoires Coupe du monde 2022      | Titulaire et remplacé par Admir Mehmedi à la 90e minute de jeu.     |
| 42.                                    | 28 mars 2021                           | Kybunpark, Saint-Gall, Suisse                        | Lituanie                               | 1 - 0                                  | Éliminatoires Coupe du monde 2022      | Titulaire et remplacé par Mario Gavranović à la 65e minute de jeu.  |
| 43.                                    | 30 mai 2021                            | Kybunpark, Saint-Gall, Suisse                        | États-Unis                             | 2 - 1                                  | Match amical                           | Titulaire et remplacé par Admir Mehmedi à la 68e minute de jeu.     |
| 44.                                    | 12 juin 2021                           | Stade olympique de Bakou, Bakou, Azerbaïdjan         | Pays de Galles                         | 1 - 1                                  | Euro 2020                              | Titulaire.                                                          |
| 45.                                    | 16 juin 2021                           | Stade olympique de Rome, Rome, Italie                | Italie                                 | 3 - 0                                  | Euro 2020                              | Titulaire.                                                          |
| 46.                                    | 20 juin 2021                           | Stade olympique de Bakou, Bakou, Azerbaïdjan         | Turquie                                | 3 - 1                                  | Euro 2020                              | Titulaire et remplacé par Admir Mehmedi à la 85e minute de jeu.     |
| 47.                                    | 28 juin 2021                           | Arena Națională, Bucarest, Roumanie                  | France                                 | 3 - 3 (4 tab à 5)                      | Euro 2020                              | Titulaire et remplacé par Ruben Vargas à la 80e minute de jeu.      |
| 48.                                    | 2 juillet 2021                         | Stade Krestovski, Saint-Pétersbourg, Russie          | Espagne                                | 1 - 1 (1 tab à 3)                      | Euro 2020                              | Titulaire et remplacé par Ruben Vargas à la 23e minute de jeu.      |
| 49.                                    | 9 octobre 2021                         | Stade de Genève, Genève, Suisse                      | Irlande du Nord                        | 2 - 0                                  | Éliminatoires Coupe du monde 2022      | Titulaire et remplacé par Cédric Itten à la 92e minute de jeu.      |
| 50.                                    | 12 octobre 2021                        | Stade LFF, Vilnius, Lituanie                         | Lituanie                               | 0 - 4                                  | Éliminatoires Coupe du monde 2022      | Titulaire et remplacé par Cédric Itten à la 89e minute de jeu.      |
| 51.                                    | 26 mars 2022                           | Stade de Wembley, Londres, Angleterre                | Angleterre                             | 2 - 1                                  | Match amical                           | Titulaire et remplacé par Mario Gavranović à la 80e minute de jeu.  |
| 52.                                    | 29 mars 2022                           | Stade du Letzigrund, Zurich, Suisse                  | Kosovo                                 | 1 - 1                                  | Match amical                           | Entré en jeu à la place de Mario Gavranović à la 62e minute de jeu. |
| 53.                                    | 2 juin 2022                            | Sinobo Stadium, Prague, Tchéquie                     | Tchéquie                               | 2 - 1                                  | Ligue des nations 2022-2023            | Titulaire et remplacé par Mario Gavranović à la 92e minute de jeu.  |
| 54.                                    | 5 juin 2022                            | Estádio José Alvalade XXI, Lisbonne, Portugal        | Portugal                               | 4 - 0                                  | Ligue des nations 2022-2023            | Entré en jeu à la place de Haris Seferović à la 62e minute de jeu.  |
| 55.                                    | 9 juin 2022                            | Stade de Genève, Genève, Suisse                      | Espagne                                | 0 - 1                                  | Ligue des nations 2022-2023            | Titulaire.                                                          |
| 56.                                    | 12 juin 2022                           | Stade de Genève, Genève, Suisse                      | Portugal                               | 1 - 0                                  | Ligue des nations 2022-2023            | Titulaire et remplacé par Steven Zuber à la 65e minute de jeu.      |
| 57.                                    | 24 septembre 2022                      | Stade de La Romareda, Saragosse, Espagne             | Espagne                                | 1 - 2                                  | Ligue des nations 2022-2023            | Titulaire et remplacé par Haris Seferović à la 86e minute de jeu.   |
| 58.                                    | 27 septembre 2022                      | Kybunpark, Saint-Gall, Suisse                        | Tchéquie                               | 2 - 1                                  | Ligue des nations 2022-2023            | Titulaire et remplacé par Haris Seferović à la 65e minute de jeu.   |
| 59.                                    | 17 novembre 2022                       | Stade Cheikh-Zayed, Abou Dabi, Émirats arabes unis   | Ghana                                  | 2 - 0                                  | Match amical                           | Titulaire et remplacé par Michel Aebischer à la 46e minute de jeu.  |
| 60.                                    | 24 novembre 2022                       | Stade Al-Janoub, Al Wakrah, Qatar                    | Cameroun                               | 1 - 0                                  | Coupe du monde 2022                    | Titulaire et remplacé par Haris Seferović à la 72e minute de jeu.   |
| 61.                                    | 28 novembre 2022                       | Stade 974, Doha, Qatar                               | Brésil                                 | 1 - 0                                  | Coupe du monde 2022                    | Titulaire et remplacé par Haris Seferović à la 76e minute de jeu.   |
| 62.                                    | 2 décembre 2022                        | Stade 974, Doha, Qatar                               | Serbie                                 | 2 - 3                                  | Coupe du monde 2022                    | Titulaire et remplacé par Noah Okafor à la 96e minute de jeu.       |
| 63.                                    | 6 décembre 2022                        | Stade de Lusail, Lusail, Qatar                       | Portugal                               | 6 - 1                                  | Coupe du monde 2022                    | Titulaire et remplacé par Ardon Jashari à la 89e minute de jeu.     |
| 64.                                    | 15 juin 2024                           | RheinEnergieStadion, Cologne, Allemagne              | Hongrie                                | 1 - 3                                  | Euro 2024                              | Entré en jeu à la place de Ruben Vargas à la 74e minute de jeu.     |
| 65.                                    | 19 juin 2024                           | RheinEnergieStadion, Cologne, Allemagne              | Écosse                                 | 1 - 1                                  | Euro 2024                              | Entré en jeu à la place de Xherdan Shaqiri à la 60e minute de jeu.  |
| 66.                                    | 23 juin 2024                           | Deutsche Bank Park, Francfort-sur-le-Main, Allemagne | Allemagne                              | 1 - 1                                  | Euro 2024                              | Titulaire et remplacé par Kwadwo Duah à la 65e minute de jeu.       |
| 67.                                    | 29 juin 2024                           | Stade olympique de Berlin, Berlin, Allemagne         | Italie                                 | 2 - 0                                  | Euro 2024                              | Titulaire et remplacé par Kwadwo Duah à la 77e minute de jeu.       |
| 68.                                    | 6 juillet 2024                         | Merkur Spiel-Arena, Düsseldorf, Allemagne            | Angleterre                             | 1 - 1 (5 tab à 3)                      | Euro 2024                              | Titulaire et remplacé par Xherdan Shaqiri à la 109e minute de jeu.  |
| 69.                                    | 5 septembre 2024                       | Parken Stadium, Copenhague, Danemark                 | Danemark                               | 2 - 0                                  | Ligue des nations 2024-2025            | Titulaire et remplacé par Kwadwo Duah à la 91e minute de jeu.       |
| 70.                                    | 8 septembre 2024                       | Stade de Genève, Genève, Suisse                      | Espagne                                | 1 - 4                                  | Ligue des nations 2024-2025            | Titulaire et remplacé par Kwadwo Duah à la 76e minute de jeu.       |
| 71.                                    | 12 octobre 2024                        | Stade Dubočica, Leskovac, Serbie                     | Serbie                                 | 2 - 0                                  | Ligue des nations 2024-2025            | Titulaire et remplacé par Joël Monteiro à la 85e minute de jeu.     |
| 72.                                    | 12 octobre 2024                        | Kybunpark, Saint-Gall, Suisse                        | Danemark                               | 2 - 2                                  | Ligue des nations 2024-2025            | Titulaire et remplacé par Andi Zeqiri à la 81e minute de jeu.       |
| 73.                                    | 15 novembre 2024                       | Stade du Letzigrund, Zurich, Suisse                  | Serbie                                 | 1 - 1                                  | Ligue des nations 2024-2025            | Titulaire et remplacé par Andi Zeqiri à la 65e minute de jeu.       |
| 74.                                    | 21 mars 2025                           | Windsor Park, Belfast, Irlande du Nord               | Irlande du Nord                        | 1 - 1                                  | Match amical                           | Titulaire et remplacé par Joël Monteiro à la 59e minute de jeu.     |
| 75.                                    | 25 mars 2025                           | Kybunpark, Saint-Gall, Suisse                        | Luxembourg                             | 3 - 1                                  | Match amical                           | Titulaire.                                                          |
| 76.                                    | 7 juin 2025                            | Rice-Eccles Stadium, Salt Lake City, États-Unis      | Mexique                                | 2 - 4                                  | Match amical                           | Titulaire et remplacé par Zeki Amdouni à la 62e minute de jeu.      |
| 77.                                    | 10 juin 2025                           | Geodis Park, Nashville, États-Unis                   | États-Unis                             | 0 - 4                                  | Match amical                           | Titulaire.                                                          |

### Buts internationaux
| Buts en sélection de Breel Embolo | Buts en sélection de Breel Embolo | Buts en sélection de Breel Embolo               | Buts en sélection de Breel Embolo | Buts en sélection de Breel Embolo | Buts en sélection de Breel Embolo | Buts en sélection de Breel Embolo |
|                                   | Date                              | Lieu                                            | Adversaire                        | Score                             | Résultat                          | Compétition                       |
| --------------------------------- | --------------------------------- | ----------------------------------------------- | --------------------------------- | --------------------------------- | --------------------------------- | --------------------------------- |
| 1.                                | 9 octobre 2015                    | Kybunpark, Saint-Gall, Suisse                   | Saint-Marin                       | 6 - 0                             | 7 - 0                             | Éliminatoires Euro 2016           |
| 2.                                | 6 septembre 2016                  | Parc Saint-Jacques, Bâle, Suisse                | Portugal                          | 1 - 0                             | 2 - 0                             | Éliminatoires Coupe du monde 2018 |
| 3.                                | 27 mars 2018                      | Stade de l'Allmend, Lucerne, Suisse             | Panama                            | 3 - 0                             | 6 - 0                             | Match amical                      |
| 4.                                | 26 mars 2019                      | Parc Saint-Jacques, Bâle, Suisse                | Danemark                          | 3 - 0                             | 3 - 3                             | Éliminatoires Euro 2020           |
| 5.                                | 25 mars 2021                      | Stade national Vassil-Levski, Sofia, Bulgarie   | Bulgarie                          | 0 - 1                             | 1 - 3                             | Éliminatoires Coupe du monde 2022 |
| 6.                                | 12 juin 2021                      | Stade olympique de Bakou, Bakou, Azerbaïdjan    | Pays de Galles                    | 0 - 1                             | 1 - 1                             | Euro 2020                         |
| 7.                                | 12 octobre 2021                   | Stade LFF, Vilnius, Lituanie                    | Lituanie                          | 0 - 1                             | 0 - 4                             | Éliminatoires Coupe du monde 2022 |
| 8.                                | 12 octobre 2021                   | Stade LFF, Vilnius, Lituanie                    | Lituanie                          | 0 - 3                             | 0 - 4                             | Éliminatoires Coupe du monde 2022 |
| 9.                                | 26 mars 2022                      | Stade de Wembley, Londres, Angleterre           | Angleterre                        | 0 - 1                             | 2 - 1                             | Match amical                      |
| 10.                               | 24 septembre 2022                 | Stade de La Romareda, Saragosse, Espagne        | Espagne                           | 1 - 2                             | 1 - 2                             | Ligue des nations 2022-2023       |
| 11.                               | 24 septembre 2022                 | Kybunpark, Saint-Gall, Suisse                   | Tchéquie                          | 2 - 1                             | 2 - 1                             | Ligue des nations 2022-2023       |
| 12.                               | 24 novembre 2022                  | Stade Al-Janoub, Al Wakrah, Qatar               | Cameroun                          | 1 - 0                             | 1 - 0                             | Coupe du monde 2022               |
| 13.                               | 2 décembre 2022                   | Stade 974, Doha, Qatar                          | Serbie                            | 2 - 2                             | 2 - 3                             | Coupe du monde 2022               |
| 14.                               | 15 juin 2024                      | RheinEnergieStadion, Cologne, Allemagne         | Hongrie                           | 1 - 3                             | 1 - 3                             | Euro 2024                         |
| 15.                               | 6 juillet 2024                    | Merkur Spiel-Arena, Düsseldorf, Allemagne       | Angleterre                        | 1 - 1                             | 1 - 1 (5 tab à 3)                 | Euro 2024                         |
| 16.                               | 25 mars 2025                      | Kybunpark, Saint-Gall, Suisse                   | Luxembourg                        | 2 - 0                             | 3 - 1                             | Match amical                      |
| 17.                               | 7 juin 2025                       | Rice-Eccles Stadium, Salt Lake City, États-Unis | Mexique                           | 0 - 1                             | 2 - 4                             | Match amical                      |
| 18.                               | 10 juin 2025                      | Geodis Park, Nashville, États-Unis              | États-Unis                        | 0 - 3                             | 0 - 4                             | Match amical                      |

## Palmarès
| FC Bâle (3)                                                                                          | Schalke 04                                         | AS Monaco                                                                                 |
| --- | -------------------------------------------------- | ----------------------------------------------------------------------------------------- |
| - Championnat de Suisse (3) : - Champion : 2014, 2015 et 2016 - Coupe de Suisse : - Finaliste : 2014 | - Championnat d'Allemagne : - Vice-champion : 2018 | - Championnat de France - Vice-champion : 2024 - Trophée des Champions - Finaliste : 2024 |